# Adam Wilhelm Hauch
Adam Wilhelm Hauch, född 26 september 1755 i Köpenhamn, död där 26 februari 1838, var en dansk hovämbetsman och teaterchef.
Efter att ha tjänstgjort som kavalleriofficer, slutligen i Livgarden til hest, utnämndes han 1783 till stallmästare hos kungen, blev samma år kammarherre, 1789 chef för Staldetaten, 1794 hovmarskalk och chef för Det Kongelige Teater och Kapel och slutligen 1798 överhovmarskalk, efter att kort dessförinnan entledigats från posten som teaterchef. Sistnämnda ämbete återfick han 1801 och hade det till 1811; han förblev dock chef för Det Kongelige Kapel fram till sin död. År 1809 utnämndes han till överstallmästare. 

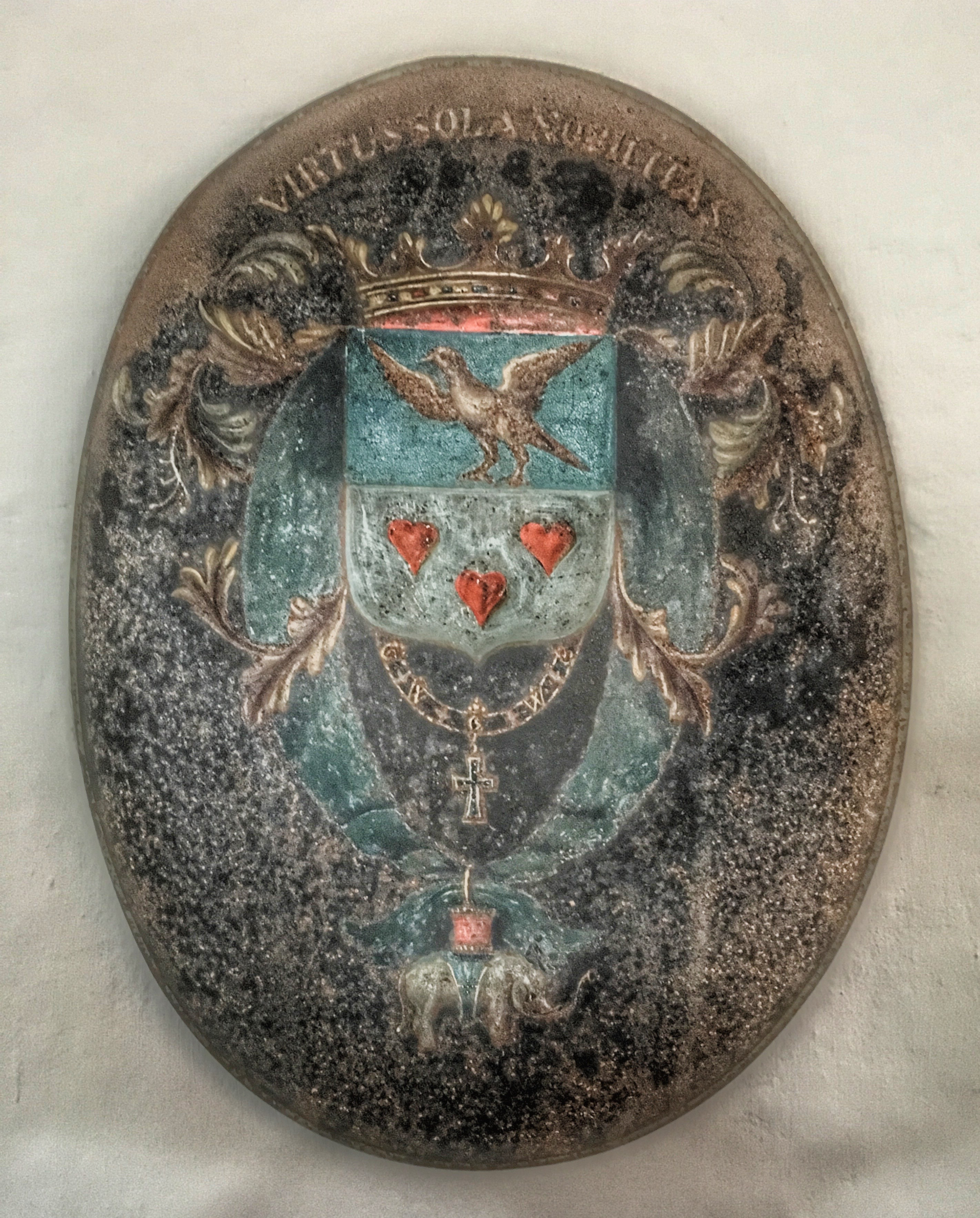

Hauch hade studerat fysik och kemi i utlandet och höll föreläsningar i dessa ämnen. Han utgav Begyndelsesgrunde til naturlæren (två band 1794, andra upplagan 1799) och flera avhandlingar. Hans fysikaliska samlingar tillföll Sorø Akademi. År 1829 blev han chef för Det Kongelige Museum for Naturvidenskaberne och för Det Kongelige Bibliotek, två år senare president i Videnskabernes Selskab. Under krigen 1801 och 1807 ledde han Studenterkorpset och vann då stor popularitet. Han hedrades med Elefantorden 1817, kreerades 1822 till filosofie hedersdoktor vid Köpenhamns universitet, blev överkammarherre 1828 och ordensvicekansler 1831. Han ägnade sig även åt filantropisk verksamhet, främst beträffande blinda. Han invaldes som utländsk ledamot av Vetenskapsakademien i Stockholm 1796.